# Festival international du film fantastique de Neuchâtel 2021
 (août 2023).
Si vous disposez d'ouvrages ou d'articles de référence ou si vous connaissez des sites web de qualité traitant du thème abordé ici, merci de compléter l'article en donnant les références utiles à sa vérifiabilité et en les liant à la section « Notes et références ».
Le Festival international du film fantastique de Neuchâtel 2021, 20e édition, après une édition spéciale dite Hors-Série, se déroule du 2 au 10 juillet 2021. Sous forme hybride, le festival a accueilli 29 000 spectateurs dont 2 000 en ligne.
Cette édition a vu l'ajout d'une nouvelle récompense : le Prix du public du meilleur court-métrage.
Lieux : Théâtre du Passage 1, Théâtre du Passage 2 (symposiums), Arcades, Rex, Open Air Place de Halles, Musée d’Histoire Naturel de Neuchâtel.

## Déroulement et faits marquants
Le comité du festival annonce que le festival 2021 propose une édition hybride et modulable pour faire face aux restrictions sanitaires.
En raison des contraintes sanitaires dues au COVID-19, elle a une forme hybride avec projections en salles des films proposés en ligne et un open-air. À la suite du départ de la directrice artistique, Anaïs Emery qui a rejoint le GIFFF, ce rôle est repris par intérim et pour cette année par Loic Valceschini. Dès la fin de cette édition, Le comité a nommé le nouveau directeur général et artistique en la personne de Pierre-Yves Walder. 
Le festival profite également de cette édition pour revoir son site internet et proposer des archives en ligne de toutes ses éditions incluant non seulement une base de données des sélections, mais également des documents photos et vidéos.
Dans la lignée de l’édition Hors-Série, le festival continue la rétrospective appelée Fantastique 20 20 20 en proposant durant le mois d’avril, treize films projetés à la Cinémathèque Suisse. 
Ce 20e anniversaire est accompagné d’un livre souvenir qui retrace la programmation du festival depuis sa création et une exposition temporaire au Musée d’Histoire Naturelle de Neuchâtel appelée Sauvage et qui propose en marge du programme, le film Roar.
Un programme spécial intitulé Formosa Fantastica est dédié à l’imaginaire taïwanais. Il propose une sélection de cinq films et les deux premiers épisodes d’une série, six courts-métrages, des œuvres VR ainsi que des tables rondes en streaming, simultanées entre Neuchâtel et Taipei.

## Jurys et invités

### Jury international
- Monat Cholet, auteure et essayiste ( Suisse)
- Daria Woszek, réalisatrice, ( Pologne)
- Sylvie Lainé, auteure ( France)
- Fabien Mauro, auteur et essayiste ( France)
- Mathieu Turi, réalisateur, ( France)

### Jury critique internationale
- Laurent Duroche, critique Mad Movies, ( France)
- Raul Gil, critique Scifiworls ( Espagne)
- Leonhard ELias Lemke, critique Deadline ( Allemagne)
- Andrea Monili, Critique Nocturno ( Italie)
- Ard Vijn, critique Screen Anarchy ( Pays-Bas)

### Jury SSA/Suisse
- Kantarama Gahigiri, réalisatrice ( Suisse)
- Ivana Kvesic, directeur de festival ( Suisse)
- Marie-Eve Hildbrand, réalisatrice ( Suisse)

### Jury Taurus Studio
- Claude Lander, fondateur du studio ( Suisse)
- Stéphane Morey, secrétaire général Cinéforom ( Suisse)
- Marie Herny, codirecteur Centre de culture ABC ( Suisse)

## Sélection

### Longs métrages

#### Compétition Internationale
- Boys from County Hell (2020) de Chris Baugh ( Irlande, Royaume-Uni)
- Censor (2021) de Prano Bailey-Bond
- Cryptozoo (2021) de Dash Shaw ( États-Unis)
- The Feast (2021) de Lee Haven Jones ( Royaume-Uni)
- Flashback (2021) de Christopher MacBride ( Canada)
- Gaia (2021) de Jaco Bouwer ( Afrique du Sud)
- In the Earth (2021) de Ben Wheatley ( Royaume-Uni)
- King Car (2021) de Renata Pinheiro ( Brésil)
- Knocking (Knackningar, 2021) de Frida Kempff ( Suède)
- Lapsis (2020) de Noah Hutton ( États-Unis)
- Midnight in a Perfect World (2020) de Dodo Dayao ( Philippines)
- Post mortem (2020) de Péter Bergendy ( Hongrie)
- Son (2021) de Ivan Kavanagh ( Irlande,  États-Unis,  Royaume-Uni)
- La colonie (2021) de Tim Fehlbaum ( Allemagne,  Suisse)

##### Invités International competition
- Prano Bailey-Bond, réalisatrice Censor  ( Royaume-Uni)
- Dash Shaw, réalisateur Cryptozoo ( États-Unis)
- Christopher MacBride, réalisateur Flashback ( Canada)
- Jaco Bouwer, réalisateur Gaia ( États-Unis)
- Frida Kempff, réalisatrice Knocking ( Suède)
- Renata Pinheiro, réalisatrice King Car ( Brésil)
- Sergio Oliveira, scénariste King Car ( Brésil)
- Péter Bergendy, réalisateur Post mortem ( Hongrie)
- Ivan Kavanagh, réalisateur Son ( Irlande)
- Lee Haven Jones, réalisateur The Feast ( Royaume-Uni)
- Tim Fehlbaum, réalisateur Tides ( Suisse)
- Dodo Dayao, réalisateur TMidnight in a Perfect World ( Philippines)

#### New cinema from Asia
- Beauty Water (2020) de Kyung-hun Cho ( Corée du Sud)
- Deux minutes plus tard (Droste no hate de bokura, 2020) de Kazuhiko Yamaguchi ( Japon)
- The Fable: The Killer who doesn't kill (The Fable: Chapter Two, 2021) de Kan Eguchi ( Japon)
- My Missing Valentine (Xiao shi de qing ren jie, 2020) de Yu-Hsun Chen ( Taïwan)
- OK! Madam (Okay Madam, 2020) de Cheol-ha Lee ( Corée du Sud)
- Shock Wave 2 (2020) de Herman Yau  ( Hong Kong, Chine)

#### Cérémonie
- Lapsis (2020) de Noah Hutton ( États-Unis)
- Teddy (2020) de Ludovic Boukherma, Zoran Boukherma ( France)

#### Films of the third kind
- A Glitch in the Matrix (2021) de Rodner Asher ( États-Unis)
- Marygoround (Maryjki, 2020) de Daria Woszek ( Pologne)
- Tonkatsu DJ Age-Taro (2020) de Ken Ninomiya ( Japon)
- Wild Men (Vildmænd, 2021) de Thomas Daneskov ( Danemark)

#### Ultra movies
- Balade Meurtrière (Coming Home in the Dark, 2021) de James Ashcroft ( Nouvelle-Zélande)
- Frank & Zed (2020) de James Blanchard ( États-Unis)
- Méandre (2020) de Mathieu Turi ( France)
- The Spine of Night (2021) de Morgan Galen King, Philip Gelatt ( États-Unis)
- Vicious Fun (2020) de Cody Calahan ( Canada)
- Werewolves Within (2021) de Josh Ruben ( États-Unis)

#### Formosa Fantastica
- As We Like It (2021) de Chen Hung-i, Wei Muni  ( Taïwan)
- Get the Hell Out (2020) de Wang I.-Fan  ( Taïwan)
- My Missing Valentine (Xiao shi de qing ren jie, 2020) de Chen Yu-Hsun  ( Taïwan)
- The Magician on the Skywalk (2021) de Yang Ya-che, les deux premiers épisodes  ( Taïwan)
- The Scoundrels (Kuang tu, 2018) de Hung Tzu-hsuan  ( Taïwan)
- The Tag-Along (Hong yi xiao nu hai, 2015) de Cheng Wei-hao  ( Taïwan)

#### Programmes spéciaux
- Aux frontières du Fantastiques (Shorts) (2021) de Divers ( Suisse)
  - Après (2021) de Louis Gonidec ( Suisse)
  - Per voi oggi la luce del sol non splendera (2021) de Andrea Bordoli( Suisse)
  - Max et les étranger (2021) de Nathan Clément ( Suisse)
  - MStras Dog (2021) de Côme Chatelain ( Suisse)
- Temps Mort (1968) de Jean-Jacques Lagrange ( Suisse)

#### Martin Vitterli
- Alphaville, une étrange aventure de Lemmy Caution (1965) de Jean-Luc Godard ( France,  Italie)
- Fahrenheit 451 (1966) de Francois Truffaut ( Royaume-Uni)
- Homme regardant au sud-est (Hombre mirando al sudeste, 1986) de Eliseo Subiela ( Argentine)

#### NIFFF 20th Edition
- Hôtel (2004) de Jessica Hausner ( Autriche,  Allemagne)
- It Follows (2014) de David Robert Mitchell ( États-Unis)
- Kajillionaire (2020) de Miranda July ( États-Unis)

### Courts-métrages

#### Swiss Shorts
- Druckabfall (2021) de Andreas Elsener ( Suisse)
- Hexebödeli (2020) de Adrian Perez ( Suisse)
- Kingdom (2020) de Bettina Oberli ( Suisse)
- Little MIss Fate (2020) de Joder von Rotz ( Suisse)
- Phlegm (2021) de Jan-David Bolt ( Suisse)
- Rise & Shine (2021) de Arnaud Baur ( Suisse)
- Le vigneron et la mort (2021) de Victor Jacquier ( Suisse)
- International Melancholy' (2021) de Team Tumult ( Suisse)

#### International Shorts
- A Stranger fro the Past (2020) Jan Verdijk ( Pays-Bas)
- Escaping the Frgaile Planet (2020) de Thanasis Tsimpinis ( Grèce)
- Horrorscope (2019) de Pol Diggler ( Espagne)
- Mon ami qui brille dans la nuit (2020) de Cao Runze ( France)
- Night of the Linging Dick (2020) de Ilja Rautsi ( Finlande)
- Sprötch (2021) de Servane D'Alverny ( France,  Royaume-Uni)
- Shoegazing (2020) de Xavier Seron ( Belgique)

#### New Shorts From Asia
- Carnivorous Bean Sprout (2021) de Vahid Dami et NAvid Nami ( Corée du Sud) - Première mondiale
- Gold is Eating People (2020) de Xia Su ( Chine)
- How to Die Young in Manila (2020) de Vargas Petersen ( Philippines)
- Invisible Eyes (2021) de Seung-hee Jung ( Corée du Sud) - Première mondiale
- Kids On Fire (2020) de Nieva Kyle ( Philippines)
- Night Bus (2020) de Hsieh Joe ( Taïwan)
- NTemple of Devilbuster (2020) de I-fan Wang ( Taïwan)

#### Formosa Fantastica
- The Weather Is Lovely (2020) de Lien Chun-chien  ( Taïwan)
- Wander in the Dark (2016) de Hsu Redic  ( Taïwan)
- Daisy (2018) de Yu Yu  ( Taïwan)
- As Usual (2018) de Liu Kuan-wen  ( Taïwan)
- Long Land (2017) de Huang Liang-hsin  ( Taïwan)
- Where Am I Going? (2018) de Huang Yun-sian  ( Taïwan)

## NIFFF Invasion

### Classic Reloaded
- Grauzone (1979) de Fredi Murer ( Suisse)
- Les oiseaux (The Birds, 1963) d'Alfred Hitchcock ( États-Unis)
- L'Échine du Diable (El espinazo del diablo, 2001) de Guillermo del Toro ( Espagne,  Mexique)
- L'Histoire sans fin (The Neverending Story, 1984) de Wolfgang Petersen ( Allemagne,  États-Unis)
- Predator (1987) de John McTiernan ( États-Unis)

### KIDS

#### Kid-O-NIFFF
Une vingtaine de courts métrages d'animation réalisés par des élèves neuchâtelois de 5 à 15 ans.

#### Galaxie Dürrenmatt
Créations audioviseulles par des élèves neuchâtelois à l'occasion du centenaire de la naissance de Dürrenmatt.

#### Lanterne Magique
- Le vilain petit canard (Гадкий утёнок, Gadkij Utënok), 2010) de Garri Bardine

#### Fantoche
- Into the Animated Woods

## Sauvage Extended
Installations immersives proposée par le NIFFF et le Museum d'Histoire Naturelle de Neuchâtel 
- Animalia Sum (2019) de Bianca Kennedy et The Swan Collective ( Suisse,  Brésil,  Islande)
- Hominadae (2020) de Brian Andrews ( États-Unis)
- Another Shore (2021) de Théo Fischer, Pablo Perez et Hector Fassa  ( Suisse)
- Batvision (2021) de Raffaele Grosjean, Eliane Zihlmann et Olivier Sahli ( Suisse)
- An Ode to Moss (2020) de SU ( Taïwan)
- A Song within us (2019) de Fangas Nayaw ( Taïwan,  France)
- Great Hoax: The Moon Landing (2020) de John Hsu et Marco Lococo ( Taïwan,  Argentine)
- Samsara Ep.1 (2021) de Huang Hsin-Chien ( Taïwan)

## NIFFF Extended

### Imaging the Future

#### Immersive Sory Telling: The Buzzing Hub of Taïwan
Etat des lieu de la création à Taiwan
- Estela Valdiviesco Chen, Productrice ( Taïwan)
- Grace Lee, Programatrice et productrice, Kaohsiung Film Festival ( Taïwan)
- Auréline Dirier, consultant Taiwan Creative Content Agency ( France)
- Laetitia Bochud, modération, CEO Visual Switzerland ( Suisse)

#### Showcasing Savage Extended: Part 1 Taiwanese XR at NIFFF
Zoom sur les oeuvres immersives présentée au Muséum d'Histoire Naturelle de Neuchâtel
- Huang Hsin-chien, réalisateur Samsara Ep.1 ( Taïwan)
- François Klein, producteur A Song within us ( France)
- SU, réalisateur An Ode to Moss ( Taïwan)
- John Hsu, réalisateur Great Hoax: The Moon Landing ( Taïwan)

#### Virtual production, real possibilities
Mise en lumière de possibilité offerte par la production virtuelle
- Hasraf 'HaZ' Dullul, producteur et réalisateur
- Claudio Antonelli, directeur artistique VRFX
- Pascal Achermann, CEO VRFX
- Norbert Kotmann, spécialiste en production VR Immersice Art Space
- Miriam Loertscher, recherche en cinéma et psychologue des médias

#### Montreal, a leading incubator for digital creativity
- Myriam Achard, New Media Partnershio ( Canada)
- Laurence Dolbec, productrice, National Board of Canada ( Canada)
- Janicke Morissette, réalisatrice ( Canada)
- Laetitia Bochud, modération, CEO Visual Switzerland ( Suisse)

#### Godzilla: From practical to digital effects
Evolution des effets splciaux depuis la version orignale du premier Godzilal en 1954 jusqu'en 1998.
- Fabien Mauro, auteur et spécialiste de la SF japonaise ( France)
- Volker Engel, superviseur SFX sur Godzilla (19988) et Independance Day ( Allemagne)

#### Exploring the groundbreaking trioscope technology
Etude de cas sur la série Netflix The Liberator.
- Katarzyna Jarzyna, productrice chez Juice ( Pologne)
- Marko Zari, superviseur SFX chez Juice ( Serbie)

#### Showcasing Sauvage Extended: Part 2, Swiss and International XR at NIFFF
- Théo Fischer, Pablo Perez et Hector Fassa, créateurs pour Another Shore
- Eliane Zihlmann et Raffaele Grosjean, créateurs pour Batvision
- Paola Gazzani Marinelli, programatrice au GIFF (Geneva International Film Festival)

### Storyworlds

#### What science for the fiction?
- Marc Atallah, directeur de la Maison d'Ailleurs ( Suisse)
- Max Monti, responsable des partnership à HC-Arc ( Suisse)
- André-Serge Porret, vice-président CSEM, Neuchâtel ( Suisse)
- Sylvie Laimé, autrice ( France)

#### French genre series: The beginning oa a new age?
- Marie Enthoven, scénariste et showrunner Invisible ( Belgique)
- Nicolas Peufaillit, scénariste Les revenants, Caid, Un prophète ( France)
- Charlotte Sanson, scénariste et showrunner Les sept vies de Léa ( France)
- Nicolas Dufour, journaliste Le Temps, modérateur ( Suisse)

## NIFFF on Tour

### Fantastique 20 20 20

#### Cinémathèque suisse
- 21 avril 2021, 30 avril 2021 Zatoichi de Takeshi Kitano ( Japon)
- 23 avril 2021 Old Boy de Park Chan-wook ( Corée du Sud)
- 23 avril 2021 REC de Jaume Balagueró et Paco Plaza ( Espagne)
- 23 avril 2021 Hérédité (Hereditary, 2018) de Ari Aster ( États-Unis)
- 24 avril 2021 The Chaser (Chugyeogja, 2008) de Na Hong-jin ( Corée du Sud)
- 24 avril 2021 We Need to Talk About Kevin (2011) de Lynne Ramsay ( Royaume-Uni)
- 24 avril 2021 Funny Games U.S. (2007) de Michael Haneke ( États-Unis)
- 25 avril 2021 Green Room (2015) de Jeremy Saulnier ( États-Unis)
  - Prix H. R. Giger Narcisse du meilleur film
- 25 avril 2021 The Descent (2005) de Neil Marshall ( Royaume-Uni)
- 27 avril 2021 Blue My Mind (2017) de Lisa Brühlmann ( Suisse)
- 29 avril 2021 Boulevard de la mort (Death Proof, 2007) de Quentin Tarantino ( États-Unis)
- 29 avril 2021 L'Orphelinat (El orfanato, 2007) de Juan Antonio Bayona ( Espagne)
- 30 avril 2021 Melancholia (2011) de Lars von Trier ( Danemark)

#### Centre Culturel de La Chaux-de-Fonds
- 04 juin 2021 La Lune de Jupiter (Jupiter holdja, 2017) de Kornél Mundruczó ( Hongrie,  Allemagne,  France)

## Palmarès
| Prix                                                                      | Attribué à                               | Pays                |
| ------------------------------------------------------------------------- | ---------------------------------------- | ------------------- |
| Prix H. R. Giger Narcisse du meilleur film                                | Lapsis de Noah Hutton                    | États-Unis          |
| Mention spéciale de jury international                                    | Cryptozoo de Dash Shaw                   | États-Unis          |
| Prix RTS du public                                                        | La colonie de Tim Fehlbaum               | Suisse Allemagne    |
| Prix Imaging The Future meilleur production design                        | La colonie de Tim Fehlbaum               | Suisse Allemagne    |
| Méliès d'argent du meilleur long métrage européen                         | Boys from County Hell de Chris Baugh     | Irlande Royaume-Uni |
| Prix du jury de la critique internationale                                | The Feast de Lee Haven Jones             | Royaume-Uni         |
| Prix du meilleur film asiatique                                           | OK! Madam de Cheol-ha Lee                | Corée du Sud        |
| Prix de la Jeunesse Denis-de-Rougemont                                    | Censor de Prano Bailey-Bond              | Royaume-Uni         |
| SSA/Suissimage Prix H. R. Giger Narcisse du meilleur court métrage suisse | Little Miss Fate de Joder von Rotz       | Suisse              |
| SSA/Suissimage Mention spéciale                                           | Le vigneron et la mort de Victor Jaquier | Suisse              |
| Prix Taurus Studio à l'innovation                                         | Phlegm de Jan-David Bolt                 | Suisse              |
| Nomination pour le Méliès d'Or du meilleur court métrage européen         | Little Miss Fate de Joder von Rotz       | Suisse              |
| Prix du public du meilleur court-métrage                                  | Sprötch de Xavier Seron                  | Belgique            |